# Niksar
Niksar, dawniej Neocezarea – miasto w Turcji w prowincji Tokat. W III w., biskupem był tu Grzegorz Cudotwórca (ur. 213 - zm. ok. 270).
Pierwotnie była tu osada Cabira - ulubiona rezydencja królów Pontu Mitrydatesa Wielkiego oraz Polemona. Pompejusz założył tu miasto i nazwał je Diopolis. Królowa Pythodoris przeniosła tu swoją stolicę i ponownie zmieniła jej nazwę na Sebaste. W czasach cesarza rzymskiego Tyberiusza miasto znane było pod nazwą Neocæsarea (Nowa Cezarea). Współczesna nazwa turecka tak jak wiele innych w Anatolii nawiązuje do pierwotnej nazwy greckiej.
Chrześcijaństwo zawitało do Nowej Cezarei w III wieku. Miasto zostało schrystianizowane, gdy biskupem był Grzegorz Cudotwórca. Ok. roku 238, po studiach w szkole Orygenesa, w trakcie których także przyjął chrześcijaństwo, wrócił on do rodzinnego miasta, gdzie został wyświęcony na biskupa Neocezarei przez metropolitę Fedimosa. Miał wtedy ok. 40 lat i przewodniczył diecezji przez 30 lat. Kroniki podają, że w 240 było w mieście 17 chrześcijan a w 270, w roku śmierci Grzegorza, już tylko 17 pogan.
Miasto stało się siedzibą arcybiskupstwa obejmującego sufraganie w całej prowincji Pontu: Trapezunt, Cerasus (miasto), Polemonium (miasto), Comana, Rhizæum i Pityus. Za Dioklecjana stało się stolicą prowincji Pontus Polemoniacus. W 315 odbył się tu wielki synod.
W roku 344 miasto zostało całkowicie zniszczone przez trzęsienie ziemi. To samo zdarzyło się 150 lat później w 499 r.
W 1068 splądrowane przez Turków Seldżuckich.
W 1397 włączone do Państwa Osmańskiego.
Przed 1914 była żyła tu społeczność grecka i ormiańska, a miasto liczyło ok. 4000 mieszkańców.
Według danych na rok 2000 miasto zamieszkiwało 44 808 osób.